# Rite of the single shoe

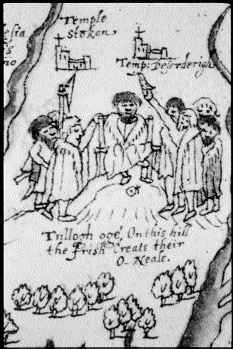
Amtseinführung des Ó Néill in Tulach Óg mit Darstellung des Rituals des einzelnen Schuhs (unbekannter Zeichner, ca. 1602).

Das in englischsprachiger Literatur als rite of the single shoe („Ritual des einzelnen Schuhs“, irisch deasghnáth na leathbhróige) bezeichnete Ritual gehörte im 15. und 16. Jahrhundert zum Einführungsritual irischer Clan-Anführer und Häuptlinge.

## Überlieferung
In einer anderen Form – und vermutlich ohne Zusammenhang mit dem späteren Ritual – wurde ein einzelner Schuh bereits im frühen Mittelalter bei der Amtseinführung des Königs von Leinster verwendet. In einer im 12. Jahrhundert entstandenen Vita Maedog von Ferns werden die Abgaben der Könige von Leinster an das Kloster Ferns aufgezählt, unter ihnen ein am Tag der Amtseinführung des Königs zu übergebender mit Silber gefüllter Schuh.
Aus dem 15. und 16. Jahrhundert ist die Verwendung eines einzelnen Schuhs in den Amtseinführungsritualen der Clans der Uí Chonchobhair von Síol Muireadaigh, der Uí Néill und der Méig Uidhir bekannt:
- Bei den Einführungen von Feidhlimidh Fionn Ó Conchobhair im Jahr 1461 und von Feidhlimidh Ó Conchobhair Ruadh im Jahr 1488 zog der Anführer des Clans Mac Diarmada als „Königsmacher“ dem neuen Herrscher einen Schuh an.[2]
- Die Annalen der vier Meister berichten, dass Conchobhar Ruadh Mag Uidhir (Connor Roe Maguire, † 1625) 1589 in der Auseinandersetzung mit Aodh Mag Uidhir (Hugh Maguire) um die Führung des Clans einen Schuh in Sgiath Gabhra, dem traditionellen Krönungsort, deponierte und so seinen Führungsanspruch öffentlich machte, sich damit aber nicht durchsetzen konnte.[2]
- Während der für das 15. und 16. Jahrhundert belegten Zeremonie der Uí Néill in Tulach Óg warf der Führer des Clans Uí Catháin als wichtigster Vasall eine goldene Sandale über den Ó Néill[A 1] als neuen Herrscher von Tyrone. Anschließend zog der Führer der Uí Ágáin als Wächter von Tulach Óg dem Herrscher die andere Sandale an. Das Ritual in Tulach Óg wurde 1593 zum letzten Mal durchgeführt.[3]

Die Zeremonie in Tulach Óg wurde im späten 16. Jahrhundert von John Perrot in seiner Chronicle of Ireland festgehalten. Eine zeichnerische Darstellung findet sich auf einer um 1602 entstandenen Landkarte von Ulster von der Hand eines unbekannten Zeichners, vermutlich eine Kopie nach Richard Bartlett. Darauf hält der unmittelbar rechts des Herrschers dargestellte Ó Catháin die Sandale über dessen Kopf. Ein für die Zeremonie verwendeter „Krönungsschuh“ aus Messing soll noch in der Mitte des 19. Jahrhunderts existiert haben.

## Deutung
Das Ritual wird als Zeichen der engen Bindung zwischen dem jeweiligen Häuptling und seinem wichtigsten Vasallen gedeutet. Sowohl für die Position des Ó Conchobhair als auch für die des Ó Néill liegen zeitgenössische bischöfliche Schreiben vor, die betonen, dass eine Amtseinführung nur unter Beteiligung des jeweiligen Vasallen Rechtskraft erlangte. Damit hing die Legitimität des neuen Anführers maßgeblich von der Stärke seines mächtigsten Gefolgsmannes ab.
Auf einer tieferen Ebene verknüpfte das Ritual die am Übergang vom Mittelalter zur Neuzeit regierenden Häuptlinge mit den halbgöttlichen Königen der irischen Mythologie. In alt- und mittelirischen Texten ist der einzelne Schuh ein Erkennungszeichen des rechtmäßigen Königs. Auch übermenschliche Helden, übernatürliche Besucher in der Welt der Sterblichen, Zauberer und Heilige werden durch ihn offenbart.